# Centro Storico Sud
Centro Storico Sud è un quartiere della città di Brescia.

## Geografia fisica

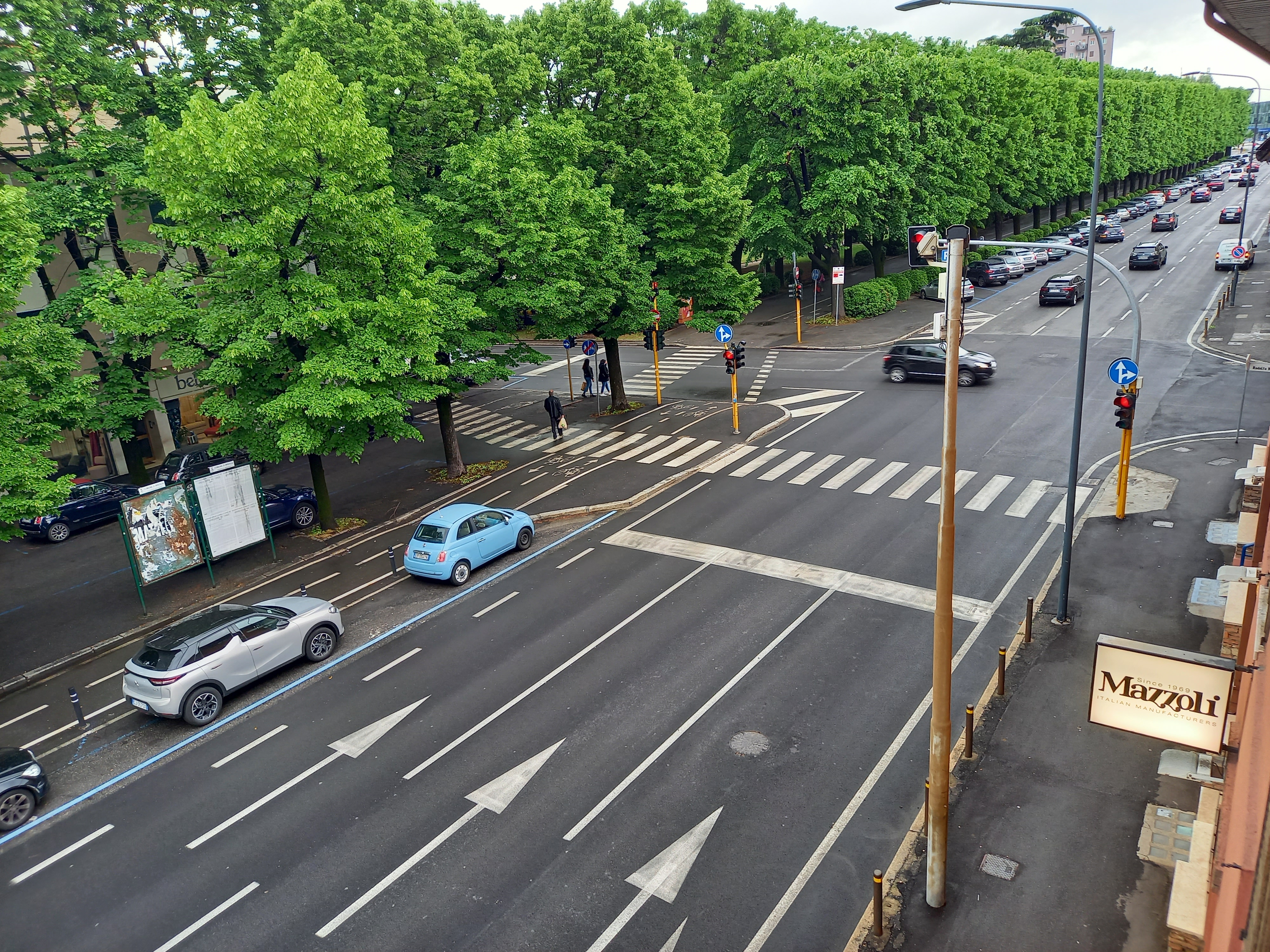
Tratto di via Fratelli Ugoni, posta all'estremità occidentale del quartiere

L'area del quartiere occupa la parte meridionale del centro storico cittadino, comprendente i quartieri che fanno riferimento alle parrocchie di san Lorenzo, dei santi Nazaro e Celso e, parzialmente, di Sant'Agata. Ad esso appartiene anche l'area compresa fra via XX settembre e la ferrovia Milano-Venezia, parte del complesso commerciale «Freccia Rossa» e il Palazzo di giustizia della città.
Il territorio è fortemente urbanizzato, i suoi confini sono delimitati a nord da via Dante e via Cairoli, a est da via X giornate, corso Zanardelli e via San Martino della Battaglia, a sud dalla linea ferroviaria sopracitata e ad ovest da viale Italia, via Cassala e via Fratelli Ugoni.

## Origine del nome
Il toponimo è di origine moderna, concepito per distinguere il quartiere dagli altri due del centro storico della città: Centro Storico Nord (in origine solo "Centro Nord") e Brescia Antica.

## Storia
L'area del quartiere occupa parte delle antiche quadre di San Giovanni e di Sant'Alessandro che furono comprese nella cinta muraria cittadina solamente nel Duecento.
La zona fu caratterizzata dalla presenza di ospizi e nosocomi: in via Moretto, presso la Crocera di San Luca, ebbe sede l'Ospedale Maggiore poi trasferito nella prima metà dell'Ottocento nel convento di San Domenico e, dal 1954, al moderno edificio che si trova nel quartiere di San Rocchino-Costalunga. Per iniziativa di Alessandro Luzzago, sempre in via Moretto ma nei pressi della porta di San Nazzaro (attuale piazza Repubblica), fu aperta l'opera Pia «Casa di Dio», nata per ospitare orfani e malati.
Nel 1854, fu aperta la stazione di Brescia della ferrovia Milano-Venezia nei pressi del borghetto detto di San Nazzaro. Questo quartiere era sorto al di fuori della porta anzidetta e fu sede municipale dell'omonimo comune che si estendeva sull'attuale area sud-orientale del comune cittadino.
Con la riforma amministrativa del 1859, l'area occupata dal quartiere del Centro Storico sud corrispose alla parte meridionale del II Mandamento di Brescia con annessa Pretura, mentre l'area del borghetto San Nazzaro, appartenendo a un altro comune, fu assegnato al III Mandamento. Nel luglio 1880, il comune di San Nazzaro Mella fu aggregato alla città. Nel 1923, i mandamenti furono abrogati.
Nel luglio 1972, il consiglio comunale votò la costituzione dei consigli di quartiere e istituì quello del "Centro Storico Sud" le cui elezioni si tennero il 24 novembre 1974. Tre anni dopo, la Giunta Trebeschi recepì la legge 278/1976 istituendo le nuove circoscrizioni: il quartiere del Centro Storico Sud fu aggregato alla Nona circoscrizione, assieme ai quartieri del Centro Nord e di Brescia Antica.
Nel 2007, la giunta Corsini riformò la suddivisione circoscrizionale riducendone il numero a cinque: i tre quartieri del centro storico furono quindi assegnati alla nuova Circoscrizione Centro.
Sette anni dopo, in conseguenza dell'abolizione delle circoscrizioni per i nuovi limiti imposti dalla legge 191/2009, la Giunta Del Bono decise di ricostituire gli organi consultivi di rappresentanza dei quartieri. Le prime elezioni del consiglio di quartiere si tennero in tutta la città il 14 ottobre.

## Monumenti e luoghi d'interesse

### Architetture religiose
- chiesa di san Francesco d'Assisi
- chiesa di San Lorenzo
- chiesa di San Luca
- chiesa della Madonna del Lino
- chiesa di santa Maria dei Miracoli
- chiesa dei santi Nazaro e Celso
- chiesa di sant'Orsola

### Architetture civili
- Torrione INA (1932): primo grattacielo in Italia, costruito per volere di Marcello Piacentini.
- Palazzo di Giustizia
- stazione ferroviaria di Brescia

### Piazze
- Piazza della Vittoria

## Società

### Religione
Nell'area del quartiere sono operative due parrocchie di religione cattolica, appartenenti alla Diocesi di Brescia: quella dei santi Nazaro e Celso e quella di San Lorenzo.

## Cultura
In piazza del Mercato, presso Palazzo Martinengo Palatini, ha sede il Rettorato dell'Università di Brescia.

## Infrastrutture e trasporti
Nel territorio assegnato al quartiere si trova la stazione ferroviaria servita dalla ferrovia Milano-Venezia, la Brescia-Iseo-Edolo, Brescia-Bergamo, Brescia-Cremona e Brescia-Parma.
La metropolitana di Brescia corre in sotterranea tra la stazione anzidetta e via Giuseppe Verdi. Stazione FS è l'unica fermata della metropolitana presente nel territorio del quartiere; quella di Vittoria si trova poco a nord del confine con il vicino quartiere del Centro Storico Nord.
Il Centro Storico Sud è servito dalle linee 3 (Mandolossa - Rezzato), 7 (Caino - Roncadelle), 9 (Villaggio Violino - Buffalora), 12 (Fiumicello - San Polo), 13 (Gussago - Poliambulanza), 15 (Montini / Mompiano - Noce) e 17 (Costalunga - Castel Mella) della rete di trasporti urbani. La linea 4, diretta a Folzano, e la 14, diretta a Borgosatollo e Capodimonte, hanno il capolinea presso la stazione ferroviaria negli orari di punta.